# タルゴV

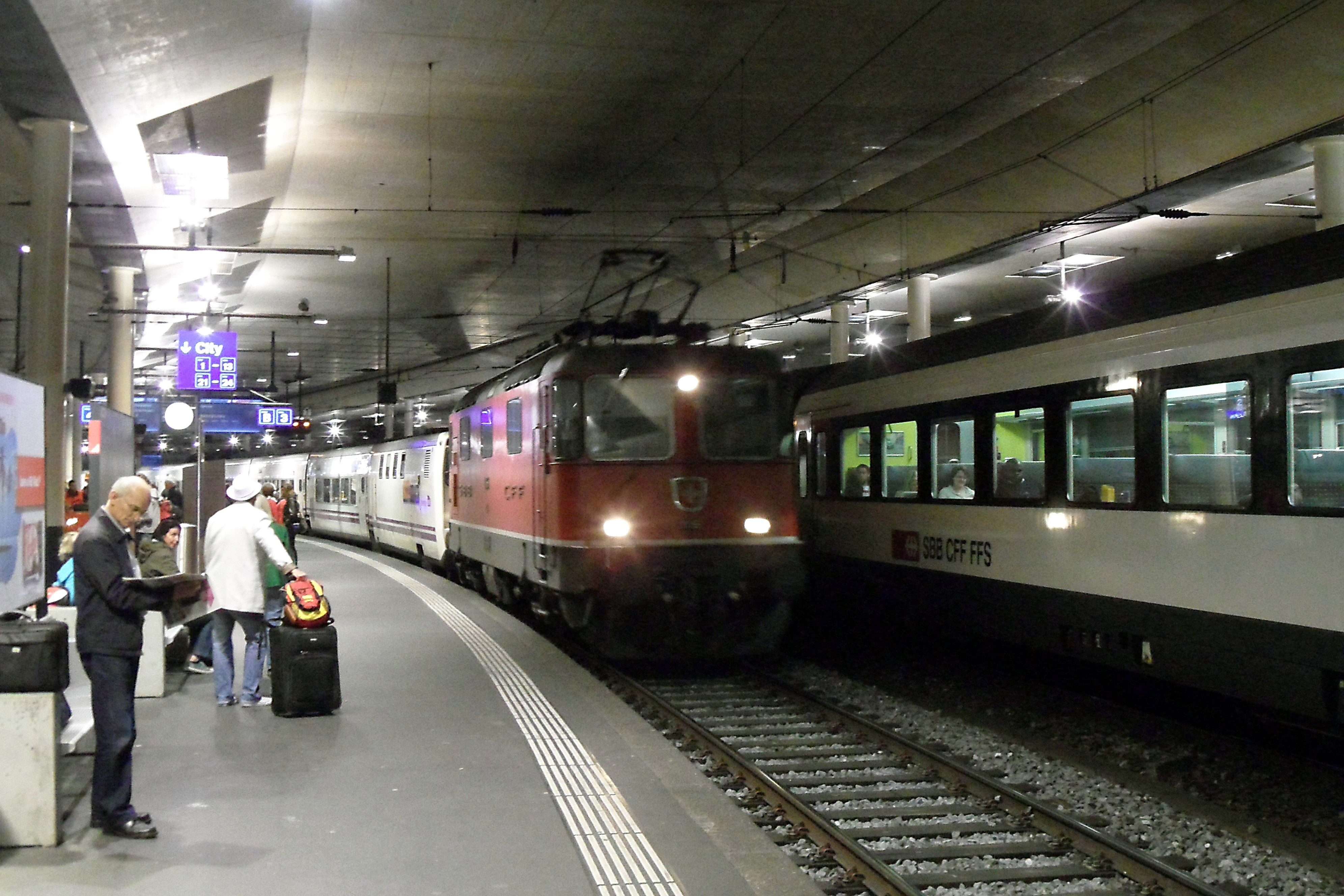
スイスへの国際夜行列車に用いられたタルゴVとタルゴVIの混結編成（2011年撮影）

タルゴV（Talgo V、Talgo Series 5）は、スペインの鉄道車両メーカーであるタルゴ社が開発した客車。国際夜行列車向けに設計が行われた軌間可変車両である。

## 概要
スペインの首都・マドリッドとフランスの首都・パリを結ぶ国際夜行列車の運行開始に合わせて、同列車向けに製造された車両。スペイン国内やポルトガル方面へ向かう昼行列車向けに開発された、車体傾斜式車両（振り子式車両）であるタルゴIVを基に設計が行われており、既存の国際列車用タルゴ製客車（タルゴIII RD）と比べて快適性の向上が図られた。また、スペイン国内と軌間が異なるフランスの鉄道路線へ直通運転を実施するため、台車にはタルゴIII RDと同様の軌間可変機構が備えられた。営業最高速度はスペインでは180 km/h、フランスでは160 km/hであった。
編成は端部（先頭、後方および双方）に客車へ電源を供給する電源車を連結する集中電源方式が採用されており、2000年代までは以下の種類の客車によって組成されていた。
- TWL5g 503 - 一等寝台車。定員12人、2人用寝台個室を6箇所に設置。
- TWL5u 504 - 二等寝台車。定員20人、4人用寝台個室を5箇所に設置。
- TWL5z 505 - 一等・二等合造寝台車。編成の端部に連結。定員10人、4人用寝台個室を2箇所、2人用寝台個室を1箇所に設置。
- TB5z 508 - TWL5z 505を改造した二等座席車。定員24人。
- TC5 506 - カフェテリア車。バーと供食設備を設置。
- TR5 510  - 食堂車。
- TG5 512 - 電源車。編成の端部に連結。

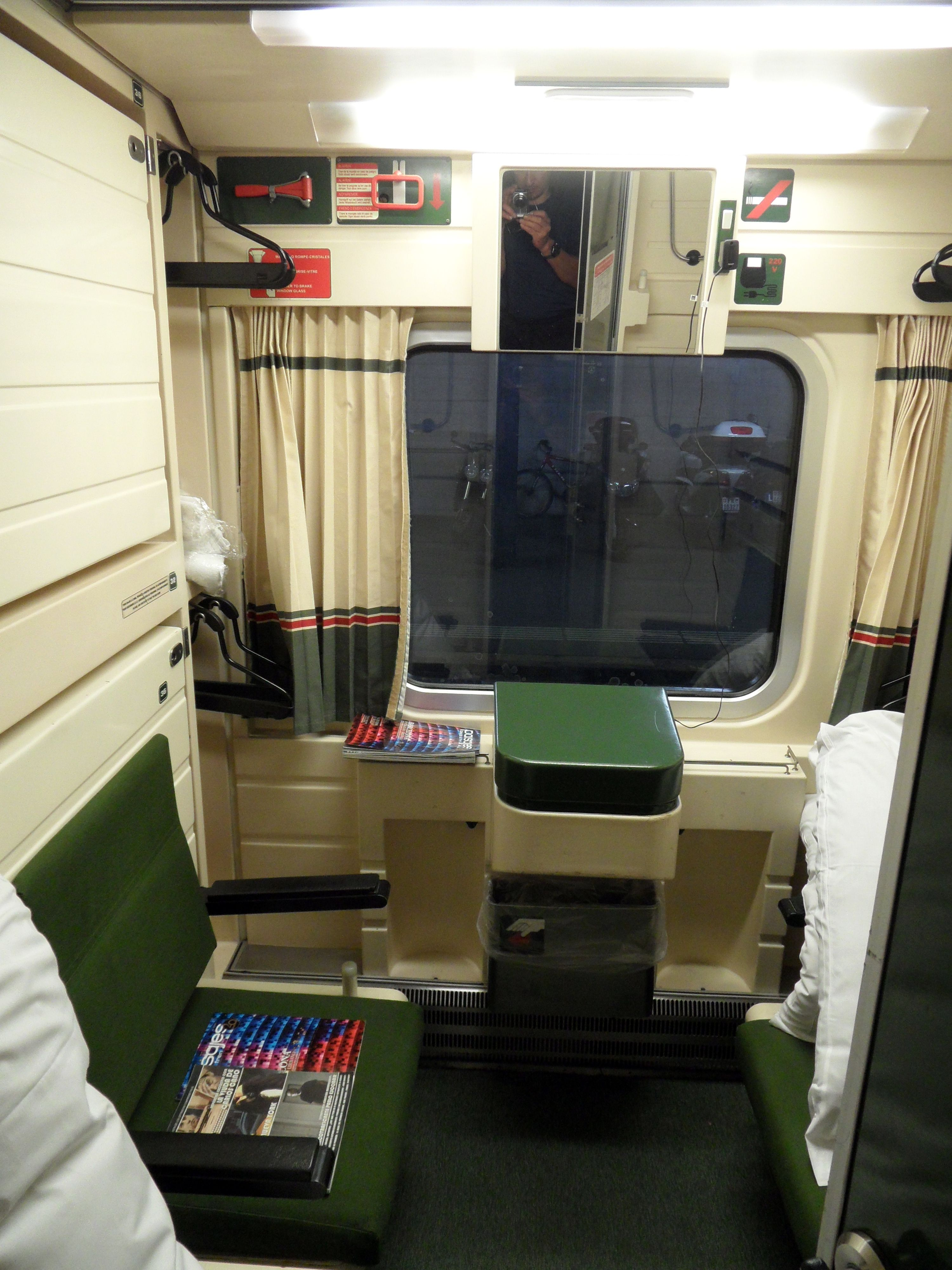
車内（寝台車）

1981年5月の営業運転開始に合わせて3編成が導入され、台車の交換が必要であった従来の国際客車列車から所要時間の大幅な短縮が実現した。1991年5月に後継車両となるタルゴVIへ置き換えられるまで同列車で使用された後は、「トレンオテル（Tranhotel）」を始めとしたスペイン国内の夜行列車に用いられており、中には在来線と軌間が異なる高速新線へ直通する列車も存在する。編成については、2000年以降タルゴIVやタルゴVIとの混結が行われるようになっている。